# Martín Barrios
Matín Barrios Do Santos (Montevideo, Uruguay, 24 de enero de 1999) es un futbolista uruguayo que se desempeña como centrocampista. Actualmente se encuentra en Racing Club de la Primera División Argentina. Fue jugador internacional con la Selección de fútbol sub-20 de Uruguay.

## Palmarés

### Campeonatos nacionales
| Título                      | Club      | País    | Año  |
| --------------------------- | --------- | ------- | ---- |
| Primera División de Uruguay | Liverpool | Uruguay | 2023 |
| Supercopa Uruguaya          | Liverpool | Uruguay | 2023 |
| Supercopa Uruguaya          | Liverpool | Uruguay | 2024 |

### Campeonatos internacionales
| Título              | Club        | Sede     | Año  |
| ------------------- | ----------- | -------- | ---- |
| Copa Sudamericana   | Racing Club | Asunción | 2024 |
| Recopa Sudamericana | Racing Club | Brasil   | 2025 |